# Lijst van gemeenten in het departement Indre-et-Loire

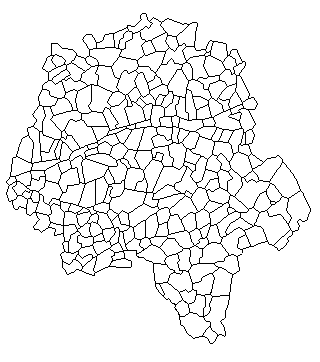
Gemeenten in Indre-et-Loire

Hieronder volgt een lijst van de 277 gemeenten (communes) in het Franse departement Indre-et-Loire (departement 37).

## A
Abilly
- Ambillou
- Amboise
- Anché
- Antogny-le-Tillac
- Artannes-sur-Indre
- Assay
- Athée-sur-Cher
- Autrèche
- Auzouer-en-Touraine
- Avoine
- Avon-les-Roches
- Avrillé-les-Ponceaux
- Azay-le-Rideau
- Azay-sur-Cher
- Azay-sur-Indre

## B
Ballan-Miré
- Barrou
- Beaulieu-lès-Loches
- Beaumont-la-Ronce
- Beaumont-en-Véron
- Beaumont-Village
- Benais
- Berthenay
- Betz-le-Château
- Bléré
- Bossay-sur-Claise
- Bossée
- Le Boulay
- Bourgueil
- Bournan
- Boussay
- Braslou
- Braye-sous-Faye
- Braye-sur-Maulne
- Brèches
- Bréhémont
- Bridoré
- Brizay
- Bueil-en-Touraine

## C
Candes-Saint-Martin
- Cangey
- la Celle-Guenand
- la Celle-Saint-Avant
- Céré-la-Ronde
- Cerelles
- Chambon
- Chambourg-sur-Indre
- Chambray-lès-Tours
- Champigny-sur-Veude
- Chançay
- Chanceaux-près-Loches
- Chanceaux-sur-Choisille
- Channay-sur-Lathan
- la Chapelle-aux-Naux
- la Chapelle-Blanche-Saint-Martin
- la Chapelle-sur-Loire
- Charentilly
- Chargé
- Charnizay
- Château-la-Vallière
- Château-Renault
- Chaumussay
- Chaveignes
- Chédigny
- Cheillé
- Chemillé-sur-Dême
- Chemillé-sur-Indrois
- Chenonceaux
- Chezelles
- Chinon
- Chisseaux
- Chouzé-sur-Loire
- Cigogné
- Cinais
- Cinq-Mars-la-Pile
- Ciran
- Civray-de-Touraine
- Civray-sur-Esves
- Cléré-les-Pins
- Continvoir
- Cormery
- Couesmes
- Courçay
- Courcelles-de-Touraine
- Courcoué
- Couziers
- Cravant-les-Côteaux
- Crissay-sur-Manse
- la Croix-en-Touraine
- Crotelles
- Crouzilles
- Cussay

## D
Dame-Marie-les-Bois
- Descartes
- Dierre
- Dolus-le-Sec
- Draché
- Druye

## E
Épeigné-les-Bois
- Épeigné-sur-Dême
- les Essards
- Esves-le-Moutier
- Esvres

## F
Faye-la-Vineuse
- la Ferrière
- Ferrière-Larçon
- Ferrière-sur-Beaulieu
- Fondettes
- Francueil

## G
Genillé
- Gizeux
- le Grand-Pressigny
- la Guerche

## H
les Hermites
- Hommes
- Huismes

## I
l'Île-Bouchard
- Ingrandes-de-Touraine

## J
Jaulnay
- Joué-lès-Tours

## L
Langeais
- Larçay
- Lémeré
- Lerné
- le Liège
- Lignières-de-Touraine
- Ligré
- Ligueil
- Limeray
- Loches
- Loché-sur-Indrois
- Louans
- Louestault
- le Louroux
- Lublé
- Lussault-sur-Loire
- Luynes
- Luzé
- Luzillé

## M
Maillé
- Manthelan
- Marçay
- Marcé-sur-Esves
- Marcilly-sur-Maulne
- Marcilly-sur-Vienne
- Marigny-Marmande
- Marray
- Mazières-de-Touraine
- la Membrolle-sur-Choisille
- Mettray
- Monnaie
- Montbazon
- Monthodon
- Montlouis-sur-Loire
- Montrésor
- Montreuil-en-Touraine
- Monts
- Morand
- Mosnes
- Mouzay

## N
Nazelles-Négron
- Neuil
- Neuillé-le-Lierre
- Neuillé-Pont-Pierre
- Neuilly-le-Brignon
- Neuville-sur-Brenne
- Neuvy-le-Roi
- Noizay
- Notre-Dame-d'Oé
- Nouans-les-Fontaines
- Nouâtre
- Nouzilly
- Noyant-de-Touraine

## O
Orbigny

## P
Panzoult
- Parçay-Meslay
- Parçay-sur-Vienne
- Paulmy
- Pernay
- Perrusson
- le Petit-Pressigny
- Pocé-sur-Cisse
- Pont-de-Ruan
- Ports
- Pouzay
- Preuilly-sur-Claise
- Pussigny

## R
Razines
- Reignac-sur-Indre
- Restigné
- Reugny
- la Riche
- Richelieu
- Rigny-Ussé
- Rillé
- Rilly-sur-Vienne
- Rivarennes
- Rivière
- la Roche-Clermault
- Rochecorbon
- Rouziers-de-Touraine

## S
Saché
- Saint-Antoine-du-Rocher
- Saint-Aubin-le-Dépeint
- Saint-Avertin
- Saint-Bauld
- Saint-Benoît-la-Forêt
- Saint-Branchs
- Sainte-Catherine-de-Fierbois
- Saint-Christophe-sur-le-Nais
- Saint-Cyr-sur-Loire
- Saint-Épain
- Saint-Étienne-de-Chigny
- Saint-Flovier
- Saint-Genouph
- Saint-Germain-sur-Vienne
- Saint-Hippolyte
- Saint-Jean-Saint-Germain
- Saint-Laurent-de-Lin
- Saint-Laurent-en-Gâtines
- Saint-Martin-le-Beau
- Sainte-Maure-de-Touraine
- Saint-Michel-sur-Loire
- Saint-Nicolas-de-Bourgueil
- Saint-Nicolas-des-Motets
- Saint-Ouen-les-Vignes
- Saint-Paterne-Racan
- Saint-Patrice
- Saint-Pierre-des-Corps
- Saint-Quentin-sur-Indrois
- Saint-Règle
- Saint-Roch
- Saint-Senoch
- Saunay
- Savigné-sur-Lathan
- Savigny-en-Véron
- Savonnières
- Sazilly
- Semblançay
- Sennevières
- Sepmes
- Seuilly
- Sonzay
- Sorigny
- Souvigné
- Souvigny-de-Touraine
- Sublaines

## T
Tauxigny
- Tavant
- Theneuil
- Thilouze
- Thizay
- Tournon-Saint-Pierre
- la Tour-Saint-Gelin
- Tours
- Trogues
- Truyes

## V
Vallères
- Varennes
- Veigné
- Véretz
- Verneuil-le-Château
- Verneuil-sur-Indre
- Vernou-sur-Brenne
- Villaines-les-Rochers
- Villandry
- la Ville-aux-Dames
- Villebourg
- Villedômain
- Villedômer
- Villeloin-Coulangé
- Villeperdue
- Villiers-au-Bouin
- Vou
- Vouvray

## Y
Yzeures-sur-Creuse